# Tour de Môle
La tour de Môle ou des Bermond, est une tour située à Sauve et faisant l’objet d’une inscription au titre des monuments historiques en 2004. En son sein, le seul point d'eau du village en temps de siège.

## Historique
Il s'agit à l'origine d'une tour seigneuriale de la maison d'Anduze. Elle est récupérée par l'abbaye en 1243.

## Description